# William L. Shirer

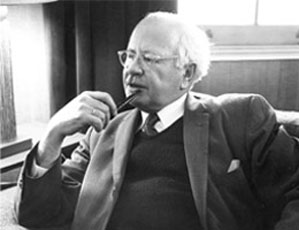
William L. Shirer (1961).

William Lawrence Shirer, född 23 februari 1904 i Chicago, Illinois, död 28 december 1993 i Boston, Massachusetts, var en amerikansk historiker och journalist.
Han är mest känd som författare till mastodontverket Det tredje rikets uppgång och fall. Boken på över tolvhundra sidor publicerades första gången 1959, trycks fortfarande och är inte bara en objektiv redogörelse för historien, utan har också påtagliga inslag av ett kraftfullt avståndstagande från nazism och tyranni.

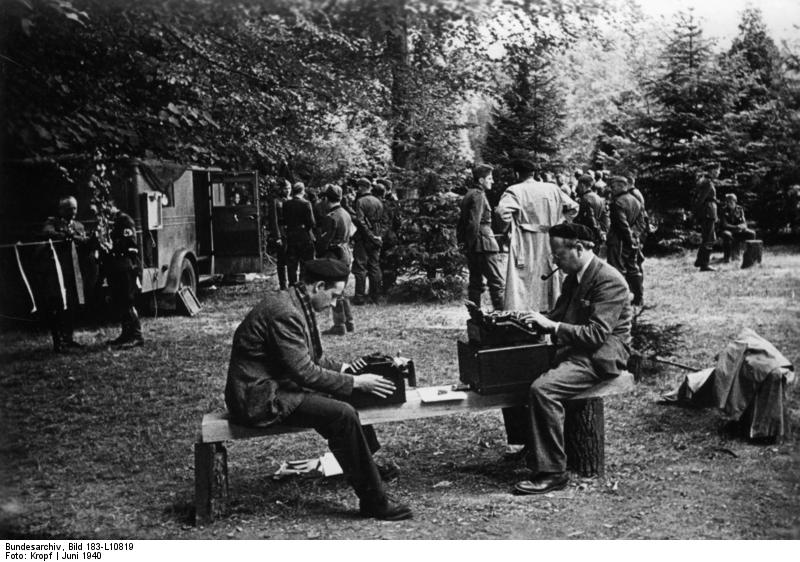
William L. Shirer till höger rapporterar från förhandlingarna om den franska kapitulationen i juni 1940.

Shirer arbetade som radioreporter för CBS i Tyskland under mellankrigsperioden, men tvingades att lämna Tyskland på grund av att han informerades om att Gestapo på allvar hade börjat intressera sig för honom i december 1940. Han publicerade under 1941 sina erfarenheter från Tyskland i "Dagbok från Berlin", vilket var det verk som inledde hans författarkarriär.
I början av 1930-talet arbetade Shirer i Indien och blev där nära vän till Gandhi. I filmen Gandhi från 1982 sägs det att den amerikanske journalisten spelad av Martin Sheen till stora delar bygger på Shirer.

## Böcker
- Shirer, William L. (1961-1962). Det tredje rikets uppgång och fall: det nazistiska Tysklands historia. Stockholm: Forum. Libris 1201377
- Shirer, William L. (1970) (på engl). The collapse of the Third Republic: an inquiry into the fall of France in 1940. London: Heinemann. Libris 8164979. ISBN 0-434-69600-5
- Shirer, William L. (1941). Dagbok från Berlin : en radioreporters anteckningar och kommentarer 1934-1940 [översättningen är utförd av Barbro Alving och Alf Ahlberg]. Stockholm: Natur och Kultur. Libris 1506150